# خانه رعیت
خانه رعیت مربوط به دوره قاجار است و در شهرستان آران و بیدگل، بخش مرکزی، دهستان سفیددشت، بلوار اصلی روستای علی‌آباد، داخل کوچه مسجد جامع واقع شده و این اثر در تاریخ ۲۲ آبان ۱۳۸۶ با شمارهٔ ثبت ۲۰۰۲۰ به‌عنوان یکی از آثار ملی ایران به ثبت رسیده است.